# Lepidozona craticulata
Lepidozona craticulata är en blötdjursart som först beskrevs av Gould 1859.  Lepidozona craticulata ingår i släktet Lepidozona och familjen Ischnochitonidae. Inga underarter finns listade i Catalogue of Life.